# Troisième Bucolique
La Troisième Bucolique, la plus longue du recueil, est un duel musical entre deux bergers, inspirée en partie par l'Idylle V de Théocrite.
Damète et Ménalque se disputent et se défient jusqu'à l'arrivée d'un voisin, Palémon, à qui ils demandent d'arbitrer leur joute, qui prend alors la forme d'un chant amébée de haute tenue : le duel verbal devient un duo composé de douze groupes de deux distiques alternés. Les deux bergers se répondent en écho, rivalisant de talent, dans ce qui devient un véritable concours de poésie, reprenant les thèmes traditionnels de la littérature théocritienne.
Ménalque et Damète ont des personnalités bien différentes : Ménalque est un jeune homme violent, agressif, assez présomptueux ; il redoute son père et les injustices de sa belle-mère, et il tient un discours insolent dans un langage relativement familier. Damète est un homme mûr, plus posé, mais il entend bien relever les provocations de Ménalque.
Les deux bergers achèvent leur chant chacun sur une question (Dis, en quelle contrée… ?) qui restera sans réponse et qui stimule encore la sagacité des critiques. Au terme du concours, Palémon se déclare incapable de les départager.

## Présentation

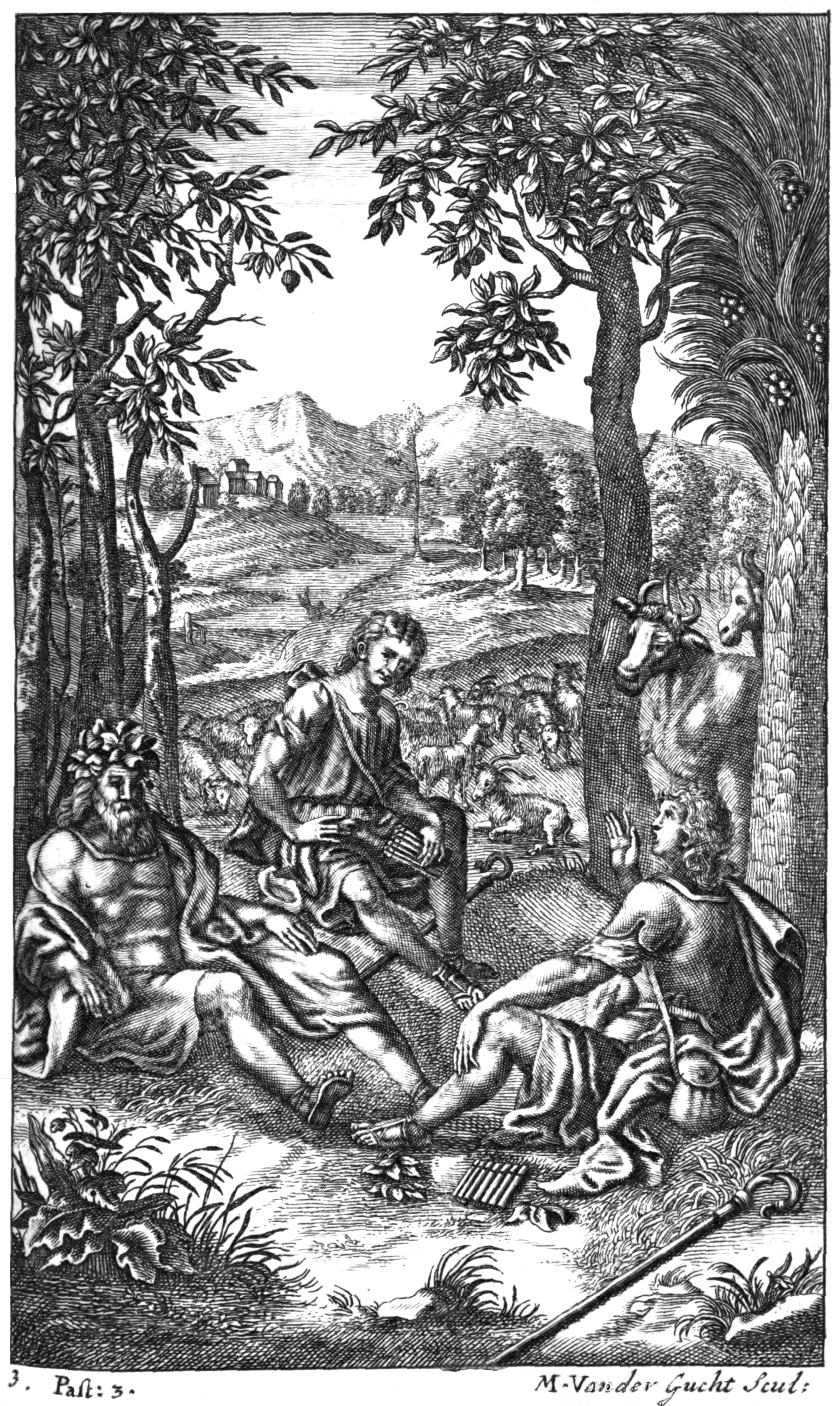
Gravure de 1709 pour la traduction de la Troisième Bucolique par John Dryden.

Composée probablement entre 42 et 40 av. J.-C. comme les Bucoliques I et V, elles aussi exclusivement pastorales, la troisième du recueil est à nouveau dialoguée. Mais ici on assiste à une vive querelle entre deux bergers : Ménalque, jeune et agressif, et Damète, plus âgé, mais ayant de la répartie. Cependant l'arrivée d'un voisin, Palémon, va transformer la simple dispute en parfait chant amébée.
Par delà les thèmes conventionnels du genre — comme la joute poétique, les joies et les peines des amours pastorales, la mise en garde contre les dangers de la vie à la campagne — Virgile innove par rapport à son modèle grec, en utilisant un langage moins rustique, en enchâssant des scènes pas systématiquement pastorales, en orientant son poème vers une dimension symbolique.
La question de la création artistique est au cœur du poème. À première vue, il est composé de deux parties bien différentes mais de même longueur : la dispute (54 vers, en comptant les deux vers d'introduction) et le chant proprement dit (52 vers), séparées par l'intervention de Palémon (5 vers) qui fait office de transition et met en place, avec une certaine gravité, le cérémonial du chant amébée.
Dans la dispute, la succession des répliques a une dynamique théâtrale, rappelant que le genre bucolique s'inspire du mime, en contraste avec les distiques du  chant amébée, où s'instaurent des combinaisons d'une grande subtilité qui donnent à cette forme poétique, en un sens très cérébrale, un grand pouvoir de suggestion. Mais les motifs et les thèmes s'entrelacent dans les deux parties, leur conférant une véritable unité esthétique, qui a fait dire à Jacques Perret que « le chant amébée est ici continûment de toute première qualité. Virgile y a écrit quelques-uns de ses plus beaux vers ».
Les deux bergers font intervenir dans leur échange de nombreux personnages qu'ils désignent par leur nom : des connaissances (Daphnis, Damon, Tityre, Ménalque) puis un artiste, Alcimédon. D'autres noms plus littéraires sont évoqués dans le chant amébée (Galathée, Amyntas, Phyllis, Iolas, Amaryllis) et même des personnes réelles, Pollion (le dédicataire de la Quatrième Bucolique), Bavius et Maevius,. Ils s'expriment dans une langue pseudo-rustique, avec des archaïsmes et des fautes de grammaire (solécismes).

## Étude littéraire
Le concours musical auquel vont se livrer les deux bergers, Damète et Ménalque, est le moyen de résoudre poétiquement leur dispute, qui en constitue, en quelque sorte, le préambule.

### La querelle (v. 1-54)
L'ouverture, in medias res, présente une conversation en apparence pleine de spontanéité, dans un langage marqué par l'oralité avec ses anacoluthes, ses ellipses et ses exclamations, et crée un effet de réel.

#### Querelle pastorale (v.1-27)
D'abord, les deux protagonistes évoquent, en trois mouvements, des griefs anciens liés à leur univers pastoral.
Dans le premier mouvement (v. 1-6) Virgile transpose l'Idylle IV de Théocrite, dont il traduit textuellement les deux premiers vers, se contentant de changer les noms des personnages : Damète remplace Corydon et Ménalque Philondas.
| Menalcas : Dic mihi, Damoeta, cujum pecus? An Meliboei? Damoetas : Non, verum Aegonos; nuper mihi tradidit Aegon. Menalcas : Infelix o semper, oves, pecus! ipse Neaeram dum fovet ac ne me sibi praeferat illa veretur, hic alienus ovis custos bis mulget in hora, et sucus pecori et lac subducitur agnis.. | Ménalque Dis-moi, Damète, c'est à qui ce troupeau? à Mélibée? Damète Non ; c'est à Egon. Egon vient de me le confier. Ménalque Ô toujours infortunés troupeau et brebis ! Pendant qu'il caresse Néère et tremble qu'elle ne me préfère à lui, ce gardien étranger trait deux fois par heure ses brebis et épuise les bêtes, et vole le lait aux agneaux. |

Peut-être faut-il relier l'allusion au « gardien étranger » (alienus custos) qui ne respecte pas les lois de la nature au thème de la spoliation présent sous diverses formes dans beaucoup d'autres Bucoliques, en particulier  les I, II, VIII, IX et X.
Ensuite (v. 7-15), Damète met en garde Ménalque, l'incitant à modérer son langage lorsqu'il parle d'autrui (v. 7) : Parcius ista viris tamen objicienda memento ! (« Un peu de retenue dans tes reproches à ces gens, songes-y ! »). Il lui en donne l'exemple dans les reproches allusifs qu'il lui fait concernant une situation scabreuse et même transgressive qui l'a impliqué. Là encore, Virgile imite Théocrite, reprenant les vers 41-44 de l'Idylle V dans laquelle un personnage évoque crûment une relation homosexuelle, mais en atténuant avec élégance la grivoiserie de son modèle en laissant sa phrase en suspens et évoquant, à la place, le sourire indulgent des Nymphes (v. 9).

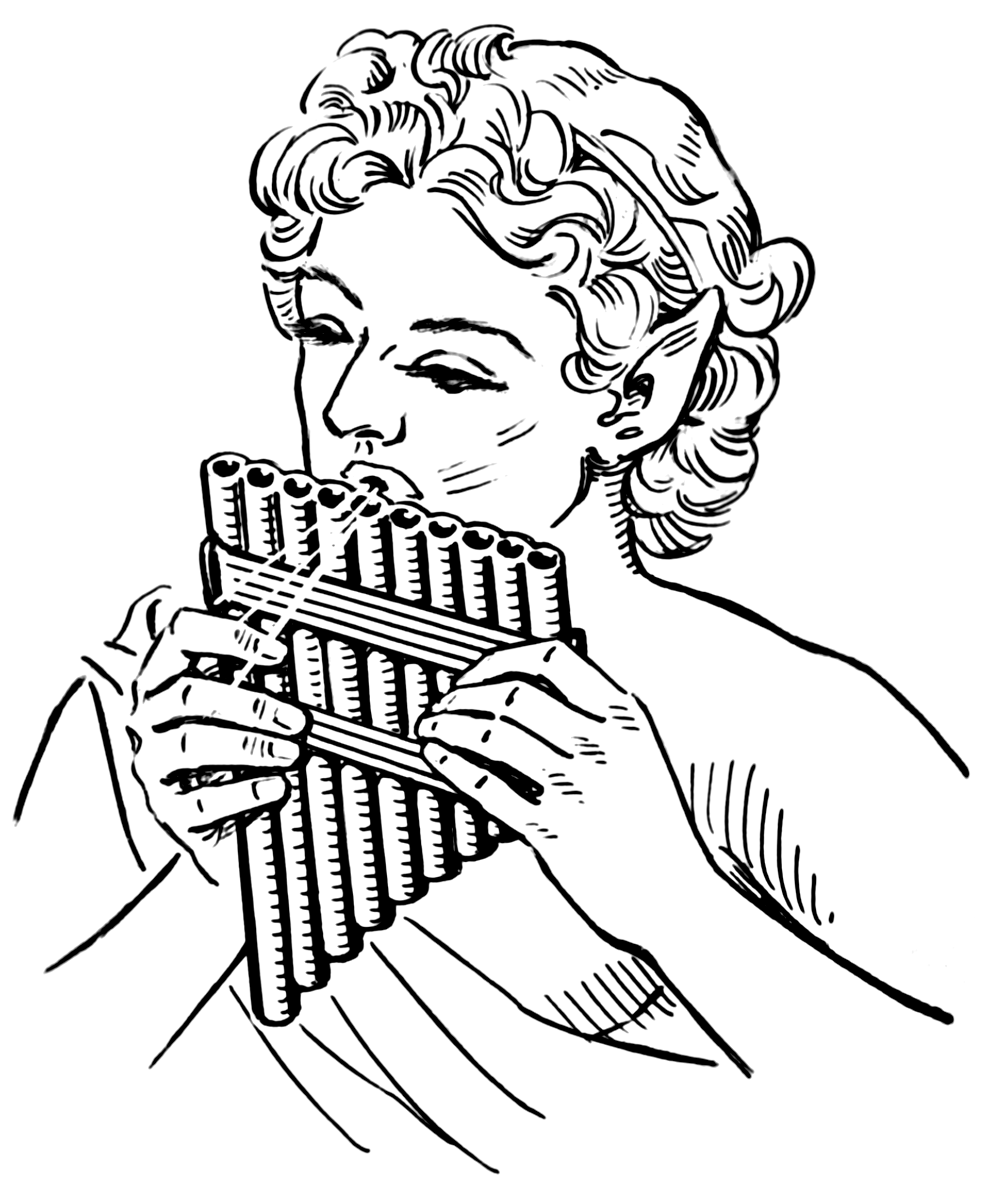
La syrinx, du nom de la nymphe aimée du dieu Pan, instrument de musique éminemment campagnard.

La suite de l'échange (v. 10-15) fait allusion à d'autres éléments de la vie agreste : les vergers, la vigne, le hêtre (dont l'ombre est propice au développement du chant), le roseau (qui sert à fabriquer les flèches de l'enfant Daphnis que Ménalque a méchamment cassées, mais aussi la flûte de Pan).
Dans le dernier mouvement (v. 16-27), Ménalque accuse maintenant — dans un discours indigné — son protagoniste du vol du bouc de Damon, un voisin. Damète riposte qu'il l'a gagné loyalement dans un concours de chant, entraînant les railleries de Ménalque qui prétend (v. 25-27) que Damète est tout juste capable de jouer du « strident pipeau » et non de l'harmonieuse syrinx, « aux tuyaux soudés de cire » (fistula cera juncta).

#### Duel artistique (v. 28-54)
Cela sonne comme un défi pour Damète, et la querelle pastorale se transforme en véritable duel artistique.
- L'enjeu (v. 28-37)

Mais avant de lancer le chant amébée, les deux protagonistes présentent leurs enjeux : pour Damète, une jeune vache (vitula) et ses deux veaux (un prix exceptionnel — la gémellité est rare chez les bovins — mais un enjeu matériel). Ménalque refuse, car il ne peut, sans risque personnel, distraire une bête du troupeau familial. Ses arguments sonnent vrais ; son caractère difficile s'explique ainsi par une situation familiale peu agréable (un père et une marâtre, tous les deux (ambo) soupçonneux)
Il propose deux coupes en hêtre, sculptées par le « divin » Alcimédon (un élément binaire de plus et un enjeu esthétique).
Damète ayant aussi deux coupes sculptées par le même Alcimédon — un nom probablement inventé — qui « n'ont pas touché [ses] lèvres » (v. 47, reprise exacte du v. 43 de Ménalque), chacun décrit celle qu'il va mettre en jeu. On les a parfois considérées comme très différentes : ainsi, la première désignerait l'art hellénistique, plus exubérant, la seconde l'art classique, qui étaient en rivalité à l'époque de Virgile.
- La description des coupes (v. 38-48)

Virgile veut unir l'art bucolique et l'art raffiné (avec la technique de l'ekphrasis qui souligne l'équivalence entre poésie et peinture) : les objets de l'enjeu sont en bois (de hêtre, arbre emblématique de l'univers virgilien), mais finement ciselés d'une décoration symbolique : des feuilles de vigne pour l'une, symboles de l'univers dionysiaque, des feuilles d'acanthe pour l'autre, motif privilégié dans l'architecture romaine à l'époque, mais rappel aussi de la guirlande que décrit Théocrite à la fin de son poème.

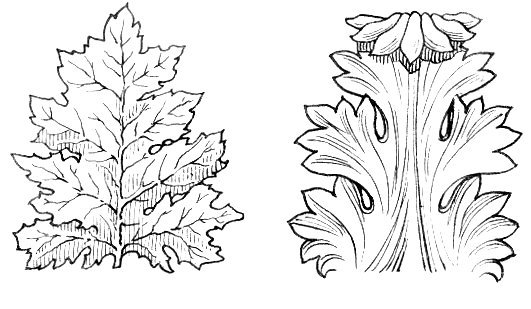
Feuille d'acanthe et sa représentation artistique

La décoration n'est pas exubérante comme celle du vase décrit par Théocrite dans sa première Idylle, et les scènes centrales en médaillon révèlent un monde bien différent de celui des bergers.
Dans la coupe de Ménalque les deux personnages sont des astronomes, dont l'un, Conon, est nommé et l'autre fait l'objet d'une périphrase : quis fuit alter, descripsit radio totum qui gentibus orbem, tempora quae messor, quae curuus arator haberet (« cet homme qui, par des lignes tracées, a décrit tout le globe de la terre habitée, a marqué le temps de la moisson, le temps propre à la charrue recourbée »). Loin du paysage théocritéen, l'espace ici s'élargit aux dimensions cosmiques et obéit à des règles.
Dans celle de Damète, est représenté Orphée, le poète pastoral par excellence, figure récurrente dans les Bucoliques et majeure dans le livre IV des Géorgiques, celui qui maitrise le pouvoir du chant (carmen) et sa capacité à transformer le réel.
Virgile maintient un savant équilibre entre l'imitatio et l'inventio. Ainsi le dernier vers de Ménalque (v. 43) « Elles n'ont pas encore touché mes lèvres, je les garde de côté », repris à l'identique par Damète (v. 47) est une citation de Théocrite (Idylle I, v. 59), mais en laissant ses personnages affirmer avec une certaine solennité qu'ils ont gardé ces coupes pour une occasion exceptionnelle, Virgile souligne implicitement le côté novateur de sa poésie.

### Le chant amébée
Introduit par un quintil situé exactement au centre du poème (v. 55-59), le chant amébée se compose de vingt-quatre distiques symétriques : Damète improvise le premier et Ménalque, tenu par son choix, reprend la balle au vol.

#### Le prélude
C'est l'arrivée de Palémon, immédiatement choisi comme arbitre, qui permet la mise en place du cérémonial nécessaire pour que se déploie le chant amébée.
| Polaemon : Dicite, quandoquidem in molli consedimus herba. Et nunc omnis ager, nunc omnis parturit arbos, nunc frondent silvae, nunc formosissimus annus. Incipe, Damoeta ; tu deinde sequere, Menalca. alternis dicetis ; amant alterna Camenae. | Polémon Chantez, puisque nous sommes assis sur l'herbe tendre. Et maintenant, chaque champ, et chaque arbre, enfante, maintenant, reverdissent les forêts, maintenant l’année est la plus belle. Commence, Damète ; toi, Ménalque, tu répondras ensuite. Vous chanterez tour à tour; les Camènes aiment les chants alternés. |

Polémon, dans ce proème, s'exprime avec une certaine solennité : la forme quandoquidem (pour quando) est archaïsante et dicite (comme dicetis dans le dernier vers) est à prendre dans le sens de « chanter, célébrer ». Il pose le décor : les trois personnages sont assis ensemble (con-cedimus), non juste à l'ombre d'un arbre, comme Tityre sous son hêtre, mais au cœur même de l'exubérance de la nature printanière ; elle n'est plus un simple décor, mais elle est, à présent — nunc est répété quatre fois — au summum de sa vitalité (parturit : champs et arbres « enfantent ») et de sa beauté (formosissimus).
Ce quintil aux vers réguliers structurés par la cadence binaire des spondées (– –) donne le tempo de l'échange qui va suivre et s'achève sur l'allusion aux Camènes, ces Muses romaines, qui « aiment » la poésie bucolique. Il y a là sans doute une discrète référence au passage du chant V du De natura rerum racontant l'origine de la musique (v. 1384-1398) où Lucrèce relate la naissance du chant bucolique dans des circonstances analogues.

#### La joute poétique
Comme le veut la tradition, chaque chanteur commence par une invocation à une divinité. Damète, en choisissant Jupiter, cite l'incipit des Phénomènes d'Aratos de Soles (v. 60-61) : Ab Jove principium Musae (Invoquons en premier Jupiter, Muses),.
Ménalque préfère invoquer Phébus, et en citant deux plantes consacrées à Apollon, le laurier et la jacinthe  « d'un rouge suave », fait subtilement allusion aux métamorphoses de Daphné et d'Hyacinthe.
Dans des combinaisons d'une grande subtilité les distiques suivant continuent à décliner les thèmes traditionnels (inspirés des Idylles I et V de Théocrite) : le badinage amoureux (v. 64-79), les offrandes rustiques — fruits, petit gibier — à la personne aimée : Galatée, la « folâtre jeune fille » (lasciva puella) pour Damète et Amyntas, « [sa] flamme » (meus ignis), le « petit » (puero), pour Ménalque. Mais, après une allusion un peu obscure à un certain Iolas, qui pourrait revenir à la fête des moissons, et les tendres adieux que lui fit Phyllis (v. 76-78), le ton change : en deux répliques (v. 80-83), est évoquée l'ambivalence de la condition humaine, tantôt menacée par les dangers naturels (les loups, la pluie, le vent) et les relations humaines difficiles (la colère d'Amaryllis), tantôt bénéficiant de la douceur d'une existence obscure mais paisible.
| Damoetas : Triste lupus stabulis, maturis frugibus imbres, arboribus uenti, nobis Amaryllidos irae. Menalcas Dulce satis umor, depulsis arbutus haedis, lenta salix feto pecori, mihi solus Amyntas. | Damète Funeste [est] le loup aux étables ; aux moissons mûres, les pluies ; aux arbres, les vents ; pour nous, les colères d'Amaryllis. Ménalque Douce [est] l'eau aux guérets ; l'arbousier, aux chevreaux sevrés, le saule souple, aux bêtes pleines ; pour moi, le seul Amyntas. |

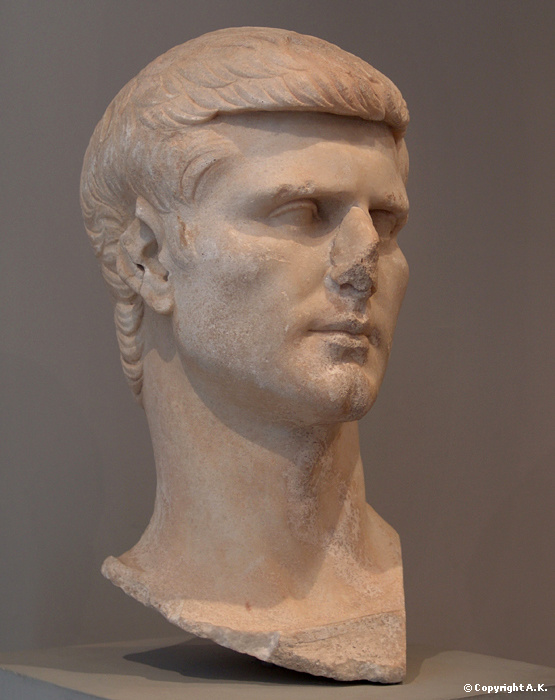
Caius Asinius Pollio, évoqué avec insistance par Damète et Ménalque.

Viennent ensuite des questions sur la création littéraire, qui commencent, vers 84-89, par une mention appuyée de Pollion, qui sera cité à nouveau dans la Quatrième Bucolique et le dédicataire de la huitième. Personnalité réelle de premier plan, poète et partisan de la poésie nouvelle — et peut-être protecteur de Virgile —, il est présenté à la fois comme le garant de cette existence « campagnarde » avec ses bonheurs éphémères, et celui qui rend possible sa célébration dans le chant bucolique. À la réplique de Damète « qui t'aime, Pollion » (v. 88), Ménalque ne renchérit pas, mais lance une pique à deux poètes (« qu'il attelle les renards et traie les boucs », v. 91), sans doute des contemporains de Virgile, Bavius, dont nous ne savons rien, et Mévius (ou Mævius), un mauvais poète qui est le sujet de l'Épode X « Contre Maevius » de son ami, le poète Horace.
Damète relance ensuite le thème de la vie champêtre, dont les dangers éventuels (un serpent tapi dans l'herbe, des berges glissantes, la chaleur « qui gâte le lait », les bêtes qui dépérissent) sont évoqués par petites touches (v. 92-103). Il conclut en évoquant, pour l'animal comme pour l'homme, les dangers de l'amour. De même que Lucrèce, Virgile peint dans plusieurs Bucoliques l'amour comme une épreuve et une source de tourments. Il sera encore plus explicite dans les Géorgiques où  il présente, « avec l’histoire du poète Orphée, un exemple de vie détruite par la passion amoureuse ».
| Heu heu, quam pingui macer est mihi taurus in ervo ! idem amor exitium pecori pecorisque magistro.. | Hélas ! que mon taureau est maigre dans ces gras pâturages ! Un même amour est la perte et du troupeau et de son maître. |

Enfin, les deux dernières répliques du chant amébée posent deux énigmes dont le sens questionne encore la sagacité des critiques. Damète lance la première :
| Dic quibus in terris — et eris mihi magnus Apollo — tris pateat caeli spatium non amplius ulnas. | Dis, en quelles contrées — et tu seras pour moi le grand Apollon — l'espace du ciel n'excède pas trois coudées d'étendue ? |

Ménalque ne répond pas, mais propose une autre énigme :
| Dic quibus in terris inscripti nomina regum nascantur flores, et Phyllida solus habeto. | Dis, en quelles contrées des fleurs portant des noms de rois poussent-elles, et tu auras Phyllis à toi seul ? |

Ces derniers distiques se font l'écho des deux premiers (v. 60-63) : la question de Damète évoque Phébus-Apollon, le dieu de la poésie honoré par Ménalque, et la question de l'astronomie et de la mesure de l'espace, implicite dans son allusion aux Phénomènes d'Aratos de Soles ; celle de Ménalque, en soulignant la présence d'un langage crypté porté par les fleurs — comme l'est la langue poétique, capable de tisser des liens entre le monde humain (la terre) et le monde divin (le ciel) —, fait allusion à la jacinthe, sur les pétales de laquelle on croyait lire YA, les deux premières lettres d'Hyacinthe en grec.
Le chant amébée se clôt ainsi en revenant en apparence à son point de départ, mais les deux protagonistes y reviennent différemment, sur un autre plan, dans un mouvement d'ouverture, ce que Joël Thomas compare à un boustrophédon.

#### L'arbitrage
| Polaemon : Non nostrum inter vos tantas componere lites : et vitula tu dignus et hic et quisquis amores aut metuet dulcis aut experietur amaros. Claudite jam rivos, pueri ; sat prata biberunt.. | Polémon Il ne m'appartient pas de régler entre vous de si grands litiges. Toi, tu mérites la génisse, et lui aussi et quiconque de l'amour redoutera les douceurs ou bien en éprouveras l'amertume. Fermez maintenant les rigoles, enfants ; les prés ont assez bu. |

Palémon est incapable de départager les deux concurrents : grâce à l'art du chant ils sont parvenus à l'égalité malgré leurs différences (leur âge, leur caractère, leur situation). Ainsi jusqu'au bout se maintient l'équilibre du duo/duel de la joute poétique, caractéristique de la poésie bucolique. Cependant la formulation assez obscure du verdict (v. 109-110) a été beaucoup commentée, comme si une dernière énigme devait conclure le poème : « [mérite aussi le prix] quiconque de l'amour / craindra la douceur ou connaîtra l'amertume ». Elle fait écho, cependant, à la plainte de Damète au vers 101 et à la méfiance de Virgile envers la passion amoureuse, pour lui épreuve et source de malheurs. Quant au dernier vers, Philippe Heuré se demande s'il a un sens allégorique : dans son commentaire de cette Bucolique Servius suggère  « Cessez les chants, nous sommes rassasiés ».